# Diócesis de Dunwich
La diócesis de Dunwich o de Domnoc (en latín: Dioecesis de Domnoc o Dunewicum y en inglés: Diocese of Dunwich) fue una circunscripción eclesiástica de la Iglesia católica en el Reino Unido. Se trataba de una diócesis latina, sufragánea de la arquidiócesis de Canterbury. Fue suprimida en el siglo IX.

## Territorio y organización
La diócesis extendía su jurisdicción sobre los fieles católicos de rito latino residentes en parte de la actual Inglaterra, en Suffolk, la región sur de Anglia Oriental.
Se desconoce la ubicación de la sede episcopal, también llamada Domnoc o Dommoc.

## Historia
La evangelización del Reino de Anglia Oriental comenzó casi inmediatamente después de la llegada de los misioneros enviados a Britania en 596 por el papa Gregorio Magno dirigidos por el monje Agustín.
Pero la nueva religión solo pudo consolidarse cuando san Sigeberto (630-635), bautizado en la Galia, ascendió al trono. Con la aprobación del arzobispo Honorio de Canterbury, llamó a su reino al obispo francoborgoñón san Félix, vinculado al monacato de Luxeuil y a la diócesis de Meaux, quien fundó la diócesis de Dunwich (o Domnoc) al sur del reino anglooriental (Suffolk) en 630. La misión fue un gran éxito, e involucró particularmente a miembros de la familia real: muchas descendientes femeninas se distinguieron por sus vidas santas y devotas y a menudo terminaron fundando abadías o convirtiéndose en abadesas de los principales monasterios de la isla.
En la zona norte del reino (Norfolk), misioneros irlandeses operaban al mismo tiempo, liderados por el abad san Furseo y apoyados por el rey Sigeberto. Los misioneros se asentaron en un lugar llamado Cnoberesburgh (actual Burgh Castle); la misión de Furseo fue continuada por su hermano Foillán.
Cuando el obispo Bisi se retiró por vejez en 673, el arzobispo de Canterbury, Teodoro, autorizó la división de la diócesis de Dunwich, lo que dio lugar a la nueva diócesis de Elmham, en la parte norte del reino.
Después de 870, tras la invasión de los vikingos daneses y el establecimiento del Danelaw, las dos diócesis de Anglia Oriental sufrieron mucho y permanecieron vacantes durante algunas décadas; la invasión danesa también provocó la destrucción de iglesias y monasterios.
Al restablecerse la paz, se pudo restaurar la jerarquía. Sin embargo, la sede de Dunwich fue abandonada y su territorio se incorporó a la diócesis de Elmham.

## Episcopologio

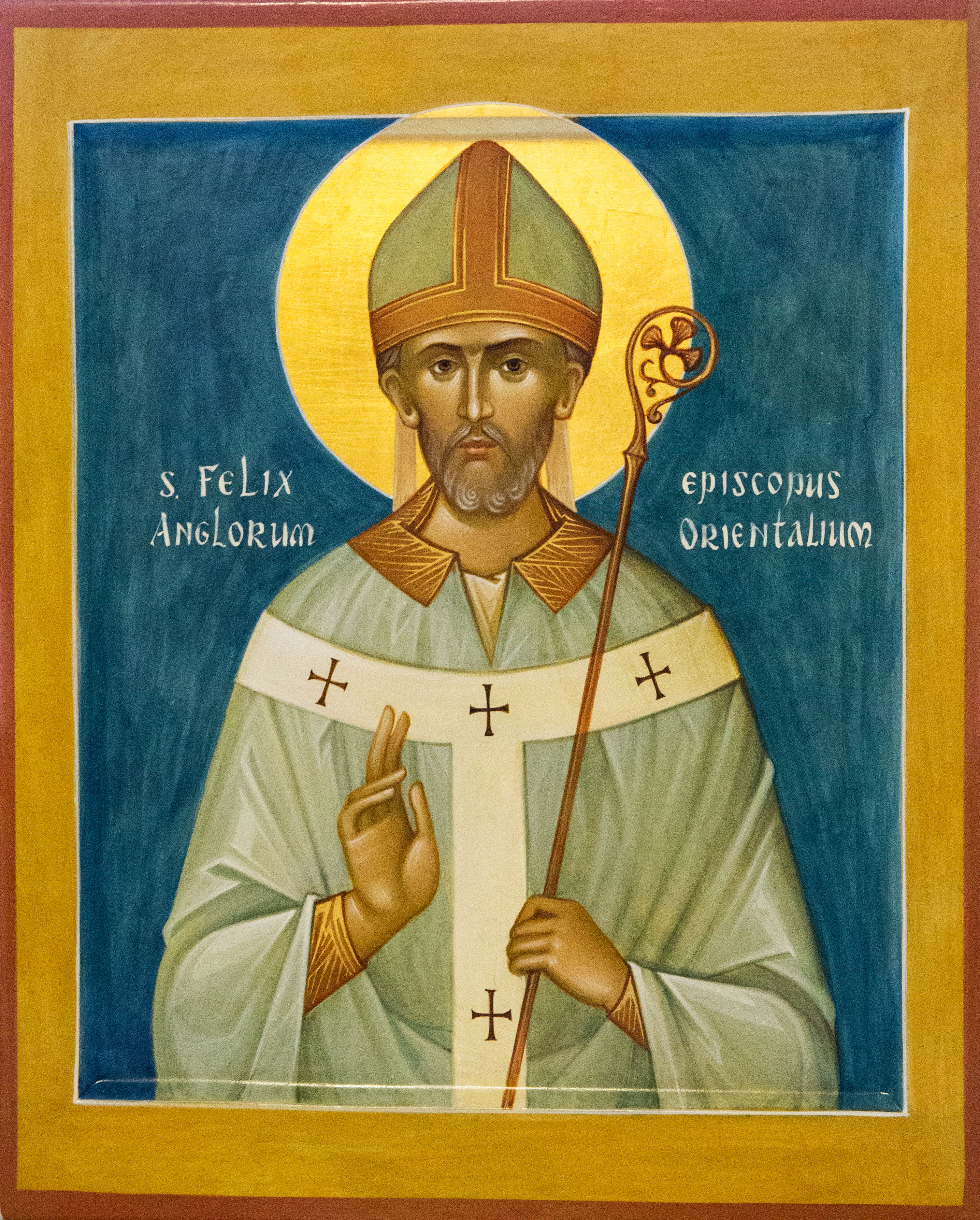
San Félix, primer obispo de Dunwich

- San Félix † (630-8 de marzo de 647 falleció)
- Thomas de Jarrow † (647 consagrado-652 falleció)
- Berhtgils (Bonifacio) † (652-669 falleció)
- Bifus (Bisi) † (670-673 renunció)
- Acca † (673-?)
- Ascwulf †
- Eardred † (mencionado en 716)
- Cuthwine †
- Ealdbeorht I † (mencionado en 731)
- Ecglaf †
- Eardwulf † (mencionado en 747)
- Ealdbeorht II † (mencionado en 775)
- Heardred † (antes de 781-después de 789)
- Aelfhun † (antes de 793-798 falleció)
- Tidfrith † (798-después de 816)
- Waormund † (mencionado en 824)
- Wilred † (825-después de 845)
- Aethelweald † (mencionado en 870)
  - Sede vacante
  - Sede suprimida y unida a Elmham